# بيت شملان (أرحب)

تعديل مصدري - تعديل

بيت شملان هي إحدى قرى عزلة بني مرة بمديرية أرحب التابعة لمحافظة صنعاء، بلغ تعداد سكانها 417 نسمة حسب تعداد اليمن لعام 2004.